# Rudolf Nuréiev
Rudolf Khamétovitx Nuréiev (rus: Рудо́льф Хаме́тович Нуре́ев), habitualment conegut com a Rudolf Nuréiev, (Irkutsk, Sibèria, 17 de març de 1938 - París, 6 de gener de 1993) va ser un ballarí i coreògraf rus de dansa clàssica i dansa contemporània, considerat com el millor de la seva generació, i que va gaudir d'una reconeguda fama internacional.
Nuréiev va néixer en un tren transsiberià prop d'Irkutsk, Sibèria, Unió Soviètica, en una família tàrtara. Va començar la seva carrera inicial amb la companyia que a l'època soviètica es deia el Ballet Kirov, actualment anomenat pel seu nom original, Ballet Mariinski, a Leningrad, actual Sant Petersburg. El 1961 va desertar de la Unió Soviètica a Occident, malgrat els esforços del KGB per aturar-lo. Aquesta va ser la primera deserció d'un artista soviètic durant la Guerra Freda que va generar un impacte internacional. Entre el 1983 a 1989 va continuar ballant al Royal Ballet de Londres i va ser director del Ballet de l'Òpera de París. que va compaginar amb el seu treball com a coreògraf en aquesta companyia. Produi les seves pròpies interpretacions de nombroses obres clàssiques, com ara El Llac dels Cignes, Giselle i La Bayadère.

## Joventut
L'avi de Nuréiev, Nurakhmet Fazleevich Fazliev, i el seu pare, Khamit Fazleevich Nureyev (1903–1985), eren d'Asanovo al volost de Sharipov del districte d'Ufa de la governació d'Ufa, actual districte d'Ufimskij de la República de Baixkíria. La seva mare, Farida Agliullovna Nureyeva (Agliullova) (1907–1987), va néixer al poble de Tatarskoye Tyugulbaevo, volost de Kuznechikhinsky, governació de Kazan, ara Districte d'Alkeyevsky de la República de Tatarstan.
Nuréiev naixia en el tren transiberià prop d'Irkutsk, mentre la seva mare Farida viatjava a Vladivostok, on hi treballava el seu pare Khamet, un comissari polític de l'Exèrcit Roig. Criat com fill únic varó juntament amb tres germanes grans en el si d'una família musulmana tàrtara A la seva autobiografia, Nuréiev va assenyalar sobre la seva herència tàrtara: "La meva mare va néixer a la bonica ciutat antiga de Kazan. Som musulmans. El pare va néixer en un petit poble prop d'Ufa, la capital de la República de Bashkiria. Així, en tots dos Els nostres parents són tàrtars i bashkirs no puc definir exactament el que significa per a mi ser un tàrtar, i no un rus, però sento aquesta diferència en mi mateix."

## Carrera

### Inicis a l'Acadèmia Vagànova
La mare de Nuréiev juntament amb les seves germanes, van anar a una actuació del ballet Dança de les grues (adaptació de la cançó Juravlí) per la qual es va enamorar de la dansa. De petit, se'l va animar a ballar en espectacles folklòrics Bashkir, i les seves aptituds van ser captades pels professors que el van animar a formar-se a Leningrad. En una parada a Moscou amb una companyia de ballet local, Nuréiev va fer una audició per a la companyia de ballet Bolxoi i va ser acceptat. No obstant això, va sentir que l'escola de ballet Mariinsky era la millor, així que va deixar la gira local i va comprar un bitllet cap a Leningrad.
Degut a la interrupció de la vida cultural soviètica causada per la Segona Guerra Mundial, Nuréiev no va poder matricular-se en una escola important de ballet fins al 1955, als 17 anys, quan va ser acceptat per l'Acadèmia Vagànova de Ballet Rus de Leningrad, l'escola associada al Ballet Mariinsky. El mestre de ballet Alexander Ivanovich Pushkin es va interessar professionalment per ell i va permetre a Nuréiev viure amb ell i la seva dona.

### Principal al Ballet Kirov
Quan es va graduar el 1958, Nuréiev es va unir al Ballet Kirov, actual Marinsky. Va passar de rebre papers d'acompanyament de corus a donar-li papers en solitari com a ballarí principal de bon començament. Nuréiev es va vincular regularment amb Natalia Dudinskaya, la ballarina sènior de la companyia, i dona del seu director, Konstantin Sergeyev. Dudinskaya, que era 26 anys més gran que ell, el va triar per primera vegada com a company seu al ballet Laurencia.
En poc temps, Nuréiev es va convertir en un dels ballarins més coneguts de la Unió Soviètica. Del 1958 al 1961, en els seus tres anys amb el Kirov, va interpretar 15 papers, normalment al costat de la seva parella, Ninel Kurgapkina, amb qui va estar molt ben conjuntat, tot i que ella tenia gairebé deu anys més que ell. Nureyev i Kurgapkina van ser convidats a ballar en una reunió a la datxa de Khrusxov, i el 1959 se'ls va permetre viatjar fora de la Unió Soviètica, ballant a Viena al Festival Internacional de la Joventut. Poc després, el Ministeri de Cultura li diria que no se li permetria tornar a marxar a l'estranger. En un incident memorable, Nuréiev va interrompre una actuació de Don Quixot durant 40 minuts, insistint a ballar amb malles i no amb els pantalons habituals. Al final va cedir, però el seu codi de vestimenta preferit es va adoptar en actuacions posteriors.

### Deserció a l'aeroport de Paris

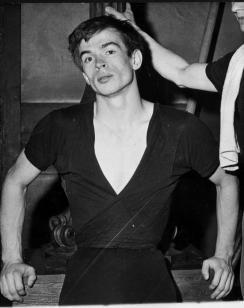
Rudolf Nuréiev després de la seva deserció de la Unió Soviètica el 1961.

A finals de la dècada de 1950, Nuréiev s'havia convertit en una sensació a la Unió Soviètica i, tot i que el caràcter rebel i l'actitud inconformista el van convertir en un candidat poc probable per a la gira amb el Ballet Kirov, es va fer més essencial que s'unís a la gira, que el govern soviètic considerava crucial per a les seves ambicions de demostrar la seva "supremacia cultural" sobre Occident.
A més, les tensions van anar creixent entre Nuréiev i el director artístic del Kirov, Konstantin Sergeyev, que també era el marit de l'antiga parella de ball de Nuréiev, Natalia Dudinskaya. Després que un representant dels organitzadors francesos de la gira veiés ballar a Nuréiev a Leningrad el 1960, els organitzadors francesos van instar les autoritats soviètiques a deixar-lo ballar a París i se li va permetre anar a la capital francesa.
A París, les seves actuacions van electrificar el públic i la crítica. Oliver Merlin a Le Monde va escriure:
| « | Mai oblidaré la seva arribada corrent per la part posterior de l'escenari, i la seva manera gatina de mantenir-se davant de la rampa. Portava una faixa blanca sobre una disfressa d'ultramar, tenia grans ulls salvatges i galtes buides sota un turbant rematat amb un raig de plomes, cuixes abombades, malles immaculades. Això ja semblava Nijinsky a Ocell de Foc. | » |

Nuréiev havia incomplert les regles sobre barrejar-se amb estrangers i, segons es diu, freqüentava bars gai a París, cosa que va alarmar la direcció de Kirov i els agents del KGB que l'observaven. El KGB volia enviar-lo de nou a la Unió Soviètica. El 16 de juny de 1961, quan la companyia Kirov es va reunir a l'aeroport de Le Bourget de París per volar a Londres, Sergeyev va prendre Nuréiev a part i li va dir que havia de tornar a Moscou per a una actuació especial al Kremlin, en comptes d'anar a Londres amb la resta. de l'empresa. Nuréiev va sospitar i s'hi va negar.
Després li van dir que la seva mare havia caigut greument malalta i que havia d'anar a casa immediatament per veure-la. Nuréiev es va negar de nou, creient que en tornar a l'URSS era probable que fos empresonat. Amb l'ajuda de la policia francesa i d'una amiga de la societat de París, Clara Saint, que s'havia compromès amb Vincent Malraux, fill del ministre francès de Cultura, André Malraux, Nuréiev va escapar dels seus vigilants del KGB i va demanar asil. Sergeiev i la KGB van intentar dissuadir-lo, però ell va optar per quedar-se a París. En una setmana, va ser fitxat pel Grand Ballet du Marquis de Cuevas i va interpretar La Bella dorment amb Nina Vyroubova.
En una gira per Dinamarca va conèixer Erik Bruhn, solista del Ballet Reial Danès. Bruhn es va convertir en el seu amant, el seu amic més proper, i el seu protector fins a la mort de Bruhn el 1986. Ell i Bruhn van aparèixer com a ballarins convidats amb el recentment format Australian Ballet al Her Majesty's Theatre de Sydney el desembre de 1962.
Durant el seu debut a l'escenari americà el 1962, Nuréiev va compartir escena amb Sonia Arova a la Brooklyn Academy of Music de la ciutat de Nova York. En col·laboració amb el Chicago Opera Ballet de Ruth Page, van interpretar el gran pas de deux de El Quixot.
Les autoritats soviètiques van fer que el pare, la mare i el professor de dansa de Nuréiev, Puixkin li escrivissin cartes, instant-lo a tornar, sense cap reacció per la seva part. Tot i que durant molts anys va demanar al govern soviètic que li permetessin visitar la seva mare, no se li va permetre fer-ho fins al 1987, quan la seva mare estava morint i Mikhaïl Gorbatxov va consentir la visita.
El 1989, va ser convidat a ballar el paper de James a La Sylphide amb el Ballet Mariinsky al Teatre Mariinsky de Leningrad. La visita li va donar l'oportunitat de veure molts dels professors i companys que no havia vist des de la seva deserció.

### El Royal Ballet

#### Ballarí principal

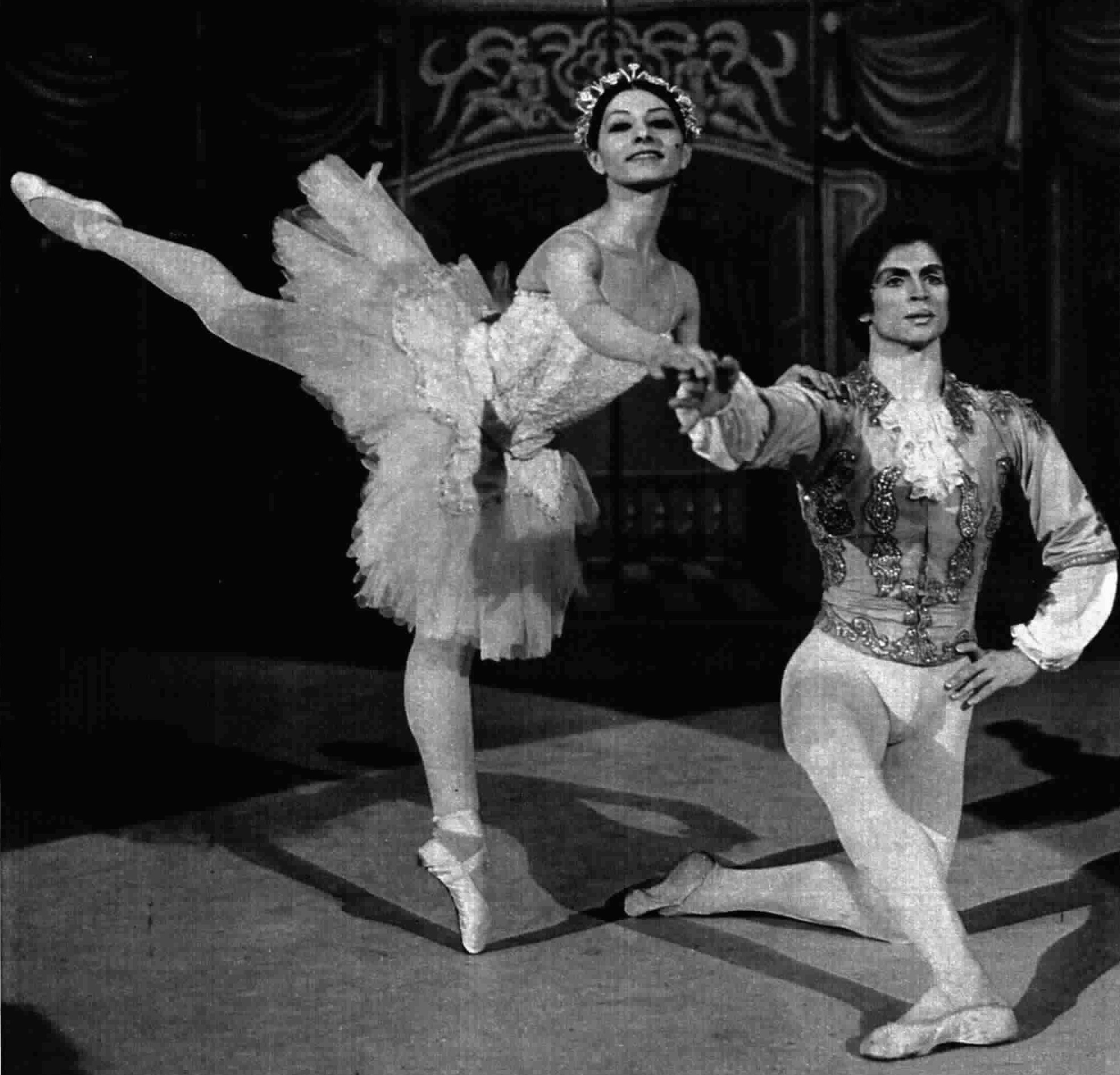
Nuréiev amb Liliana Cosi a Roma, 1972

La ballarina Ninette de Valois li va oferir un contracte per unir-se al Royal Ballet com a ballarí principal. Amb tot, va rebre crítiques quan Nuréiev va fer canvis substancials a les produccions del Llac dels Cignes i Giselle. Nuréiev es va quedar amb el Royal Ballet fins al 1970, quan va ser ascendit a Artista convidat principal, la qual cosa li va permetre concentrar-se en el seu creixent programa d'aparicions i gires internacionals com a convidat. Continuà actuant regularment amb el Royal Ballet fins que va comprometre el seu futur amb el Ballet de l'Òpera de París als anys vuitanta..

#### Fonteyn i Nuréiev

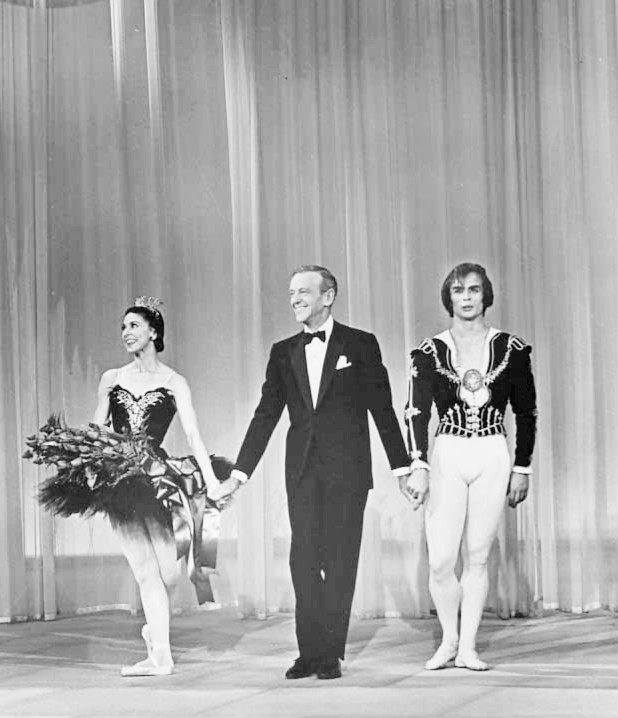
Margot Fonteyn, Fred Astaire i Nuréiev d'una aparició el 1965 al programa de televisió dels Estats Units The Hollywood Palace

La primera aparició de Nuréiev amb la prima ballarina Margot Fonteyn va ser en una matinada de ballet organitzada per Royal Ballet: Giselle, el 21 de febrer de 1962. L'esdeveniment es va celebrar en ajuda de la Royal Academy of Dance, una organització docent de ballet clàssic de la qual n'era presidenta. Va ballar Poème Tragique, un solo coreografiat per Frederick Ashton, i el pas de deux del Cigne negre al Llac dels cignes. La bona acollda que van tenir Fonteyn i Nuréiev els va impulsar a formar una associació que va perdurar durant molts anys. L'estrena de Romeu i Julieta per a la companyia l'any 1965 va esdevenir tot un èxit. Nuréiev i Fonteyn de vegades feien més de 20 aparicions finals un cop acabada la representació. Una pel·lícula d'aquesta actuació es va fer l'any 1966.
Nuréiev va dir una vegada de Fonteyn, que era 19 anys més gran que ell, que ballaven amb "un cos, una ànima". Junts Nuréiev i Fonteyn van estrenar el ballet Marguerite and Armand de Frederick Ashton, un ballet coreograficat amb la Sonata per a piano en si menor de Liszt, que es va convertir en la seva peça emblemàtica. Kenneth MacMillan es va veure obligat a permetre'ls estrenar el seu Romeu i Julieta, que estava pensat per a dos ballarins més, Lynn Seymour i Christopher Gable.
L'11 de juliol de 1967, Fonteyn i Nuréiev, després d'actuar a San Francisco, van ser arrestats als terrats propers, després d'haver fugit durant una incursió policial a una casa del districte de Haight-Ashbury. Finalment van ser rescatats i els càrrecs d'alteració de l'ordre i consum de marihuana es van retirar per manca de proves suficients.
Van continuar ballant junts durant molts anys després de la sortida de Nuréiev del Royal Ballet. La seva darrera actuació junts va ser a Baroque Pas de Trois el 16 de setembre de 1988, quan Fonteyn tenia 69 anys, Nuréiev en tenia 50, amb Carla Fracci, de 52, també com a protagonista.

### Altres aparicions internacionals
Entre moltes aparicions a Nord Amèrica, Nuréiev va desenvolupar una llarga connexió amb el Ballet Nacional de Canada, apareixent com a artista convidat en moltes ocasions. El 1972, va posar en escena una nova producció espectacular de La Bella Dorment per a la companyia, amb la seva pròpia coreografia addicional que augmentava la de Marius Petipa. La producció va fer una àmplia gira als Estats Units i al Canadà després de la seva inicial programació a Toronto, actuació de la qual va ser televisada en directe i posteriorment es va publicar en vídeo.
Entre les ballarines del National Ballet, amb que Nuréiev es va associar amb més freqüència van ser Veronica Tennant i Karen Kain. El 1975 Nuréiev va treballar àmpliament amb l'American Ballet Theatre ressuscitant Le Corsaire amb Gelsey Kirkland. També va recrear La Bella Dorment, el Llac dels Cignes i Raymonda amb Cynthia Gregory. Gregory i Brun es van unir a Nureyev en un pas des trois del poc conegut ballet d'August Bournonville La Ventana.

### Director del Ballet de l'Opera de Paris
El gener de 1982, Àustria va concedir la ciutadania a Nuréiev, posant fi a més de vint anys d'apatridia. El 1983 va ser nomenat director del Ballet de l'Òpera de París, on, a més de dirigir, va continuar ballant i promocionant els ballarins més joves. Hi va romandre com a ballarí i coreògraf en cap fins al 1989. Entre els ballarins als quals en va ser mentor cal significar a Sylvie Guillem, Isabelle Guérin, Manuel Legris, Elisabeth Maurin, Élisabeth Platel, Charles Jude i Monique Loudières.
La direcció artística del Ballet de l'Òpera de París va ser un gran èxit, traient la companyia d'un període fosc. La seva La Bella dorment es manté al repertori i va ser revifada i filmada amb el seu protegit Manuel Legris al capdavant.
Tot i que va avançar la malaltia cap al final del seu mandat, va treballar incansablement, posant en escena noves versions d'antics standby i promovent algunes de les obres coreogràfiques més innovadores de la seva època. El seu Romeu i Julieta va ser un èxit de públic. Quan va estar malalt cap al final de la seva vida, endagaria una producció final de La Bayadère que segueix de prop la versió del Ballet Mariinsky en el qual havia ballat de jove

### Anys finals

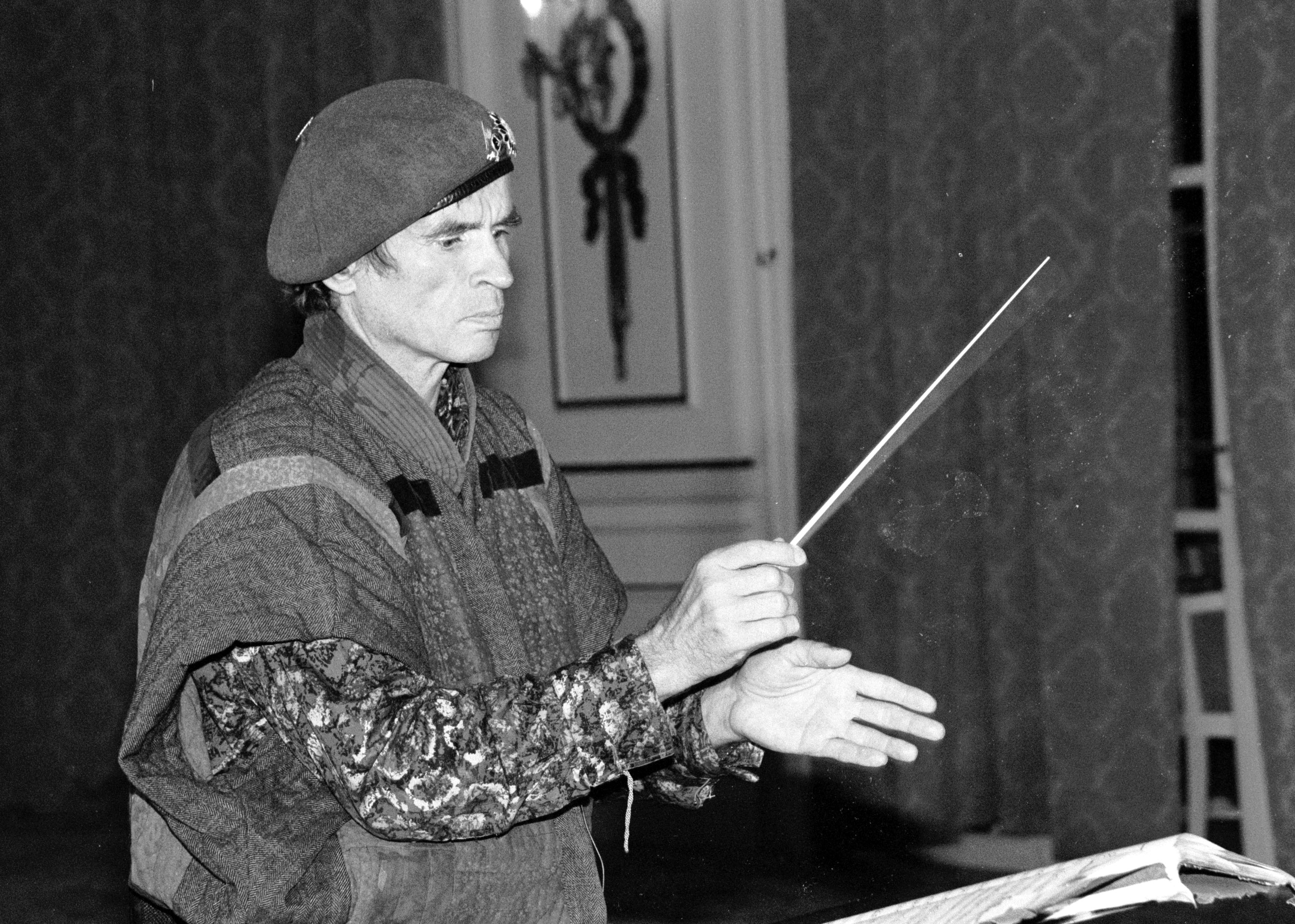
La primera vegada que Nuréiev dirigia un conjunt, a Deauville, Franá (1991)

La sida va aparèixer a les notícies de França cap a l'any 1982, Nuréiev no en va prendre consciència. El ballarí va donar positiu per VIH l'any 1984, però durant uns quants anys simplement va negar que alguna cosa anava malament amb la seva salut. Amb tot, a finals de la dècada de 1980, les seves capacitats es van veure minvades i van decebre els seus admiradors que tenien bons records de la seva destresa i habilitat. Nuréiev va començar un marcat descens cap a l'estiu de 1991 i va entrar en la fase final de la malaltia a la primavera de 1992.
El març de 1992, vivint amb sida avançada, va visitar Kazan i va aparèixer com a director davant el públic al Teatre Acadèmic d'Òpera i Ballet Musa Cälil, que presentava el Festival Rudolf Nuréiev a Tatarstan. Tornat a París, amb una febre alta, va ser ingressat a l'hospital Notre Dame du Perpétuel Secours de Levallois-Perret, un suburbi al nord-oest de París, i va ser operat d'una pericarditis, una inflamació del sac membranós al voltant del cor. En aquell moment, el que el va inspirar per lluitar contra la seva malaltia va ser l'esperança de poder complir una invitació per dirigir Romeu i Julieta de Prokófiev en un benefici del American Ballet Theatre el 6 de maig de 1992 al Metropolitan Opera House de Nova York. Ho va fer i es va emocionar a la recepció.
El juliol de 1992, Nuréiev va mostrar signes renovats de pericarditis, però va decidir renunciar a un tractament addicional. La seva última aparició pública va ser el 8 d'octubre de 1992, a l'estrena al Palais Garnier d'una nova producció de La Bayadère que va coreografiar sota la coreografia de Marius Petipa per al Ballet de l'Òpera de París. Nuréiev havia aconseguit obtenir una còpia de la partitura original de Ludwig Minkus quan va estar a Rússia el 1989. El ballet va ser un triomf personal tot i que la gravetat de la seva condició física era evident. El ministre de Cultura francès, Jack Lang, li va lliurar aquella nit a l'escenari la màxima distinció cultural de França, la de Commandeur de l'Ordre des Arts et des Lettres.

## Mort

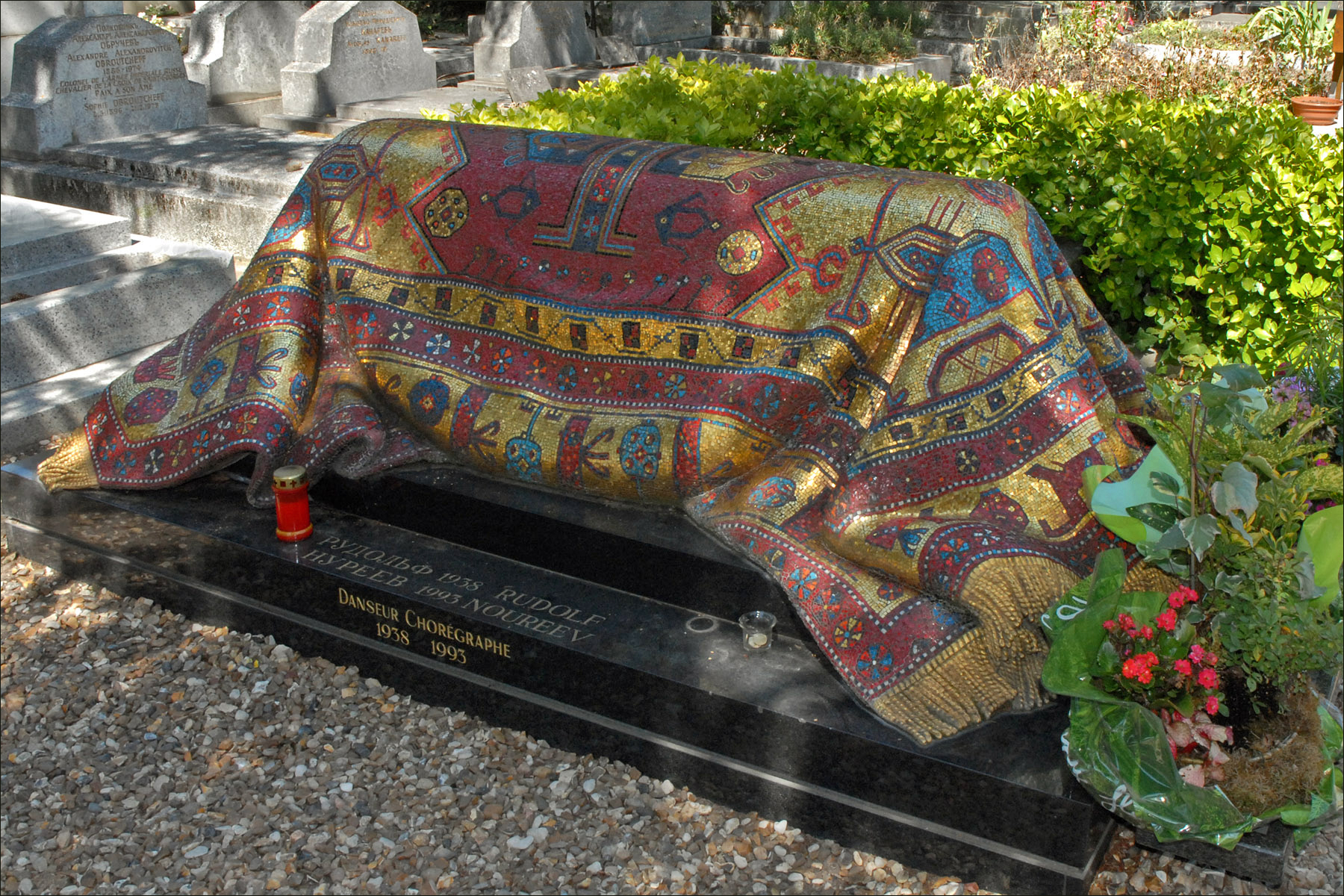
Tomba de Nuréiev a Sainte-Geneviève-des-Bois

Nuréiev va tornar a ingressar a l'hospital Notre Dame du Perpétuel Secours de Levallois-Perret el 20 de novembre de 1992 i hi va romandre fins a la seva mort per complicacions de la sida als 54 anys, el 6 de gener de 1993. El seu funeral es va celebrar al vestíbul de marbre de l'Òpera Garnier de París. Molts van retre homenatge a la seva excel·lència com a ballarí. Un d'aquests homenatges va venir d'Oleg Vinogradov del Ballet Mariinsky, que va afirmar: "El que va fer Nureyev a l'oest, mai ho podria haver fet aquí".
La tomba de Nuréiev, al cementiri rus de Sainte-Geneviève-des-Bois, prop de París, presenta una tomba coberta amb un mosaic d'una catifa oriental, un Kilim. Nuréiev era un col·leccionista de catifes i teixits antics. Quan el seu taüt va ser abatut a terra, es va tocar la música de l'últim acte de Giselle i les seves sabates de ballet van ser llançades a la tomba juntament amb lliris blancs.

### Tributs

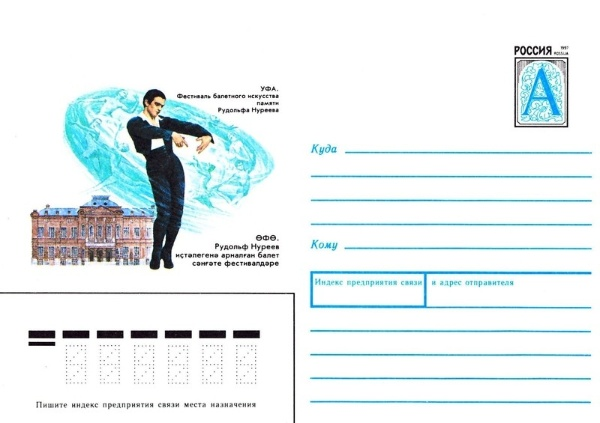
Portada postal russa de 1997 en honor a Nuréiev

Després d'anys anys d'haver-li negat un lloc a la història del Ballet Mariinski, la reputació de Nuréiev va ser restaurada. El seu nom va tornar a entrar a la història del Mariinsky, tot i que hi va ballar només tres anys. Alguns dels seus efectes personals es van exposar al museu del teatre a l'actual Sant Petersburg. Una sala d'assaig va rebre el seu nom a la famosa Acadèmia Vaganova. Des d'octubre de 2013, el Centre National du Costume de Scene (CNCS) té una col·lecció permanent de vestits de Nureyev "que ofereix als visitants una sensació de la seva personalitat exuberant i vagabunda i la seva passió per tot allò que era rar i bell". El 2015, va ser inclòs al Legacy Walk.
Des de la seva mort el 1993, l'Òpera de París ha instaurat la tradició de presentar una tarda d'homenatge de dansa a Nuréiev cada 10 anys. Com que va néixer al març, aquestes actuacions s'han donat fins ara el 20 de març de 2003, el 6 de març de 2013 i el 18 de març de 2023. Els companys de Nuréiev que parlen d'ell i el recorden, com Mikhail Baryshnikov, amb gran emoció.
El 7 de novembre de 2018, es va inaugurar un monument en honor a Nuréiev a la plaça prop de l'Acadèmia de Teatre d'Òpera i Ballet Tàrtar Musa Cälil de Kazan. El monument va ser dissenyat per Zurab Tsereteli i la seva cerimònia d'inauguració va comptar amb la presència del president de Tatarstan Rustam Minnikhanov, conseller estatal de la República de Tatarstan Mintimer Shaimiev i alcalde de Kazan Ilsur Metshin. En un discurs a l'acte de presentació, Minnikhanov va declarar "Crec que, no només per a la república, Rudolf Nuréiev és un valor internacional. Aquestes persones neixen una vegada cada cent anys".

## Llegat

### Influència

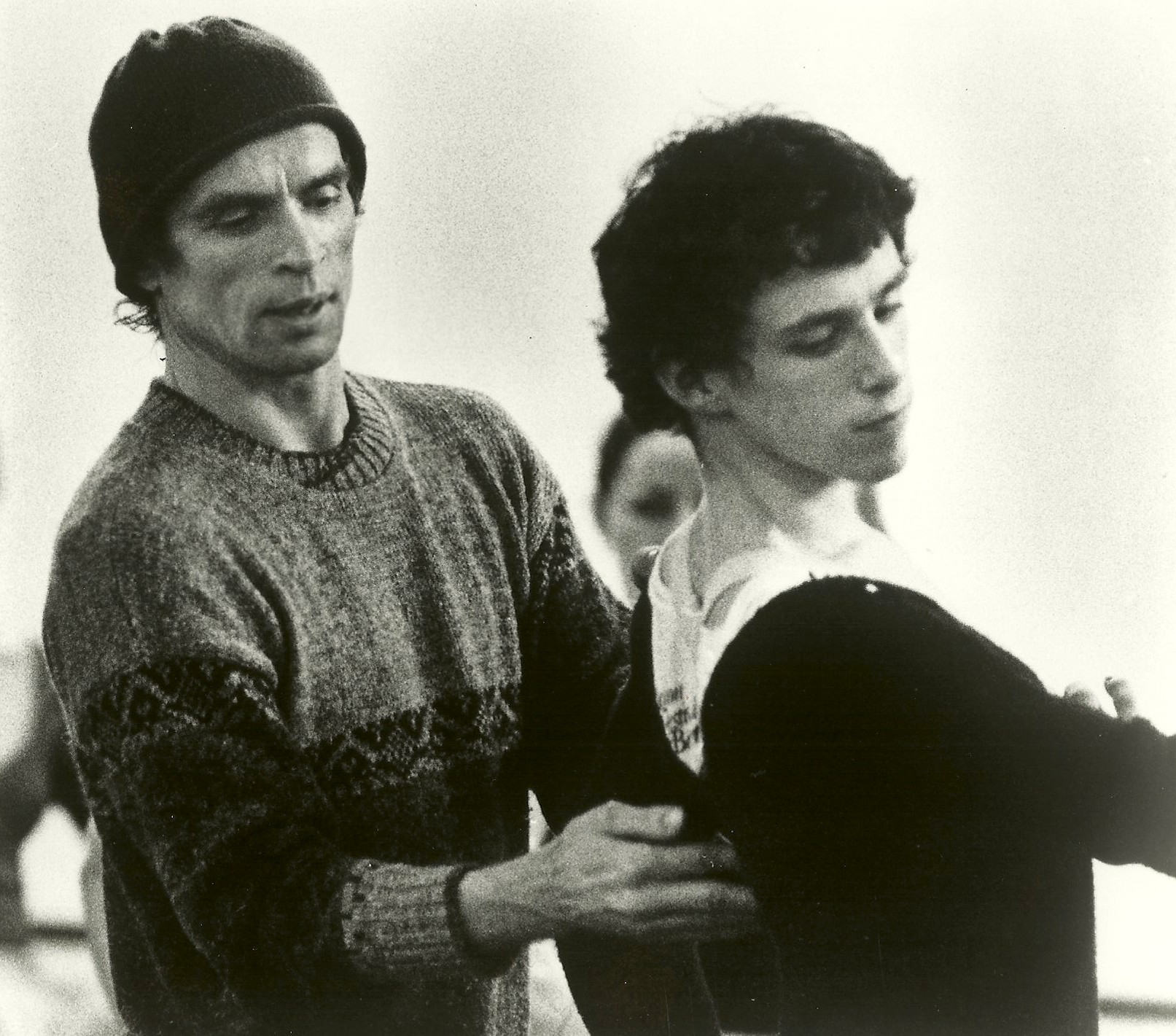
Nuréiev entrenant a Devon Carney en la seva producció del Quixot

Nuréiev era sobretot un aficionat a la tècnica clàssica, i el seu domini el va convertir en un model per a tota una generació de ballarins. Si l'estàndard de la dansa masculina va augmentar tan visiblement a Occident després de la dècada de 1960, va ser en gran part per la inspiració de Nuréiev.
La influència de Nuréiev en el món del ballet va canviar la percepció dels ballarins. En les seves pròpies produccions dels clàssics, els papers masculins van rebre molta més coreografia. Una altra influència important va ser la seva travessia de les fronteres entre el ballet clàssic i la dansa moderna interpretant-les ambdues. Avui és normal que els ballarins rebin formació en ambdós estils, però Nureyev va ser el creador i va destacar en la dansa moderna i clàssica. Martha Graham, impulsora de la dansa modena, va crear una obra especialment per a ell. Tot i que Gene Kelly havia fet molt per combinar estils moderns i clàssics al cinema, venia d'un entorn de "dansa popular" més influït per la dansa moderna, mentre que Nuréiev va fer grans avenços per aconseguir l'acceptació de la dansa moderna en l'esfera del "ballet clàssic".
El carisma, el compromís i la generositat de Nuréiev eren tals que no només va transmetre els seus coneixements, sinó que va personificar l'escola vital d'un ballarí. Diversos ballarins, que van ser principals del Ballet de l'Òpera de París sota la seva direcció, van passar a ser ells mateixos directors de ballet inspirant-se per continuar el treball i les idees de Nuréiev. Manuel Legris va ser director del Ballet Estatal de Viena i després el Ballet del Teatre La Scala. Laurent Hilaire va ser director de ballet del Teatre Stanislavski de Moscou i després va passar a director del Ballet Estatal de Baviera a Munic, i Charles Jude va ser director de ballet del Grand Théâtre de Bordeus.
Mikhail Baryshnikov, l'altre gran ballarí que, com Nuréiev, va desertar a Occident, li tenia gran apreci. Baryshnikov va dir en una entrevista que Nuréiev era un home inusual en tots els aspectes, instintiu, intel·ligent, d'una curiositat constant i disciplina extraordinària, aquest era el seu objectiu de vida i, per descomptat, l'amor a l'actuació.

### Tècnica i recerca de la perfecció
Nuréiev va començar tard al ballet i va haver de perfeccionar la seva tècnica per arribar a tenir èxit. John Tooley va escriure que Nureyev va créixer molt pobre i va haver de recuperar entre tres i cinc anys d'educació de ballet en una escola de ballet d'alt nivell, la qual cosa li va donar un impuls decisiu per adquirir el màxim d'habilitats tècniques i esdevenir amb treball continuat el millor ballarí durant tota la seva carrera. El repte per a tots els ballarins amb qui Nuréiev treballava era seguir el mateix i compartir el seu compromís total amb la dansa. El fenomen Nuréiev ha estat defensat especialment per John Tooley, antic director general de la Royal Opera House de Londres, Pierre Bergé, expresident de l'Opéra de Paris, i Manuel Legris.
Nuréiev ho va dir així: "M'apropo al ball des d'un angle diferent dels que comencen a ballar als vuit o nou. Els que han estudiat des del principi mai no qüestionen res". Nuréiev va ingressar a l'Acadèmia de Ballet Vaganova amb només 17 anys i va romandre allà durant només tres anys en comparació amb els ballarins que solen convertir-se en principals després d'entrar a l'escola Vaganova als nou anys i passen els nou anys complets d'educació en dansa. Nuréiev va ser contemporani de Vladimir Vasiliev, que va ser el primer ballarí del Bolxoi. Més tard, Nuréiev va predecedir a Mikhail Baryshnikov al Teatre Mariinsky. A diferència de Vasiliev i Baryshnikov, Nuréiev no va construir la seva reputació a partir de l'èxit en competicions internacionals de ballet, sinó a través de les seves actuacions i el carisma popular.
Paradoxalment, tant Nuréiev com Mikhail Baryshnikov es van convertir en mestres de la perfecció en la dansa. La dansa i la vida eren la mateixa cosa, va dir Pierre Bergé sobre Nureyev: "Era un ballarí com qualsevol altre ballarí. És extraordinari tenir 19 punts de 20. És extremadament rar tenir 20 de 20. Tanmateix, tenir 21 de 20 és encara molt més rar i aquesta va ser la situació amb Nuréiev". Legris va dir: "Rudolf Nureyev era un tren d'alta velocitat (era un TGV)"."Treballar amb Nuréiev implicava haver de superar-se a un mateix passar els límits”.

## Vida personal

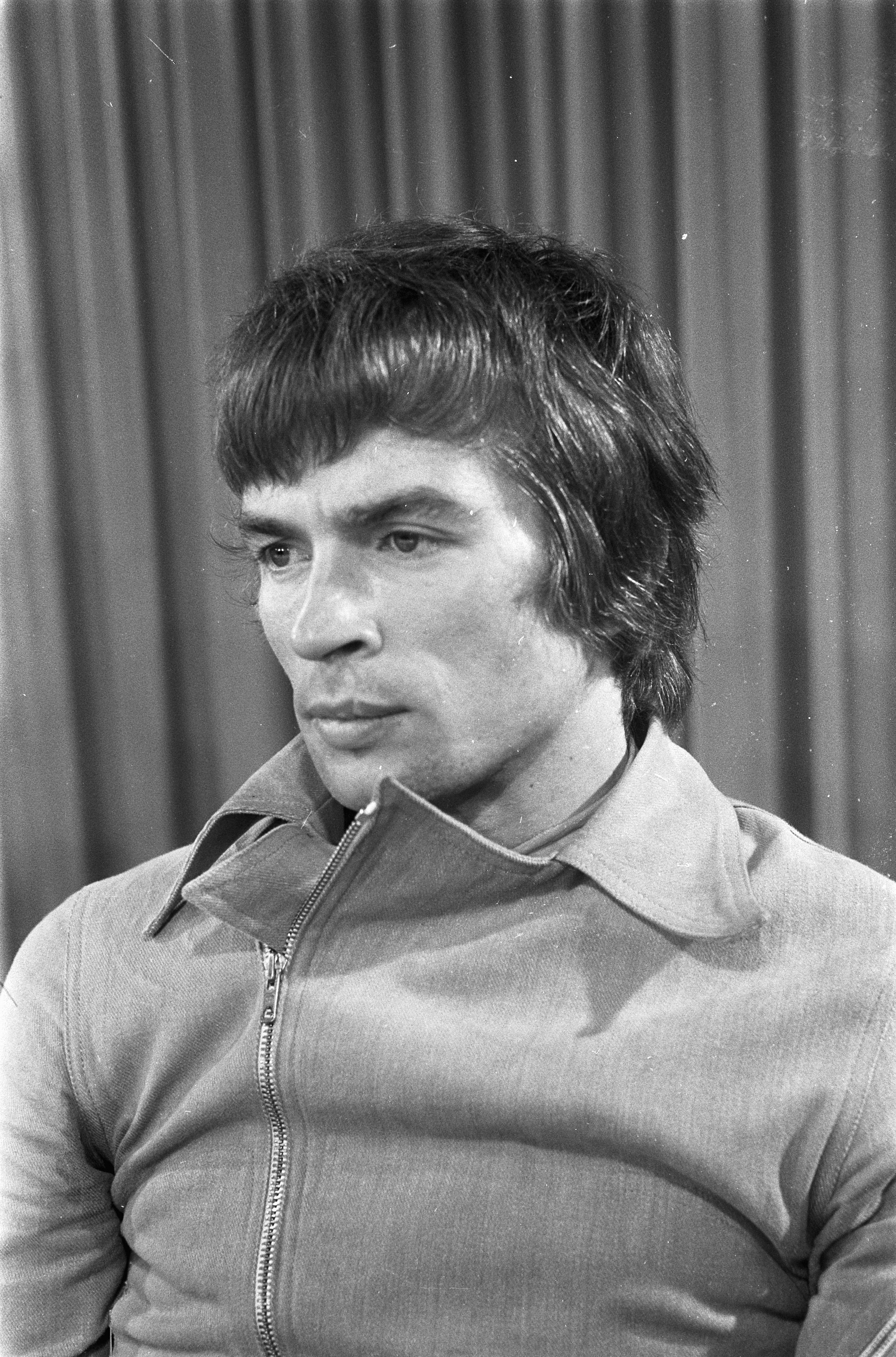
Nuréiev el 1968, amb 30 anys

Nuréiev tenia poca paciència amb les normes, limitacions i l'ordre jeràrquic. De vegades tenia un temperament volàtil. Era propens a fer rabietes en públic quan estava frustrat. La seva impaciència es mostrava principalment quan els defectes dels altres interferien en el seu treball.
Va tenir una vida social diversa, socialitzant amb personatges del moment com Ringo Starr, Gore Vidal, Freddie Mercury, Jackie Kennedy, Mick Jagger, Liza Minnelli, Andy Warhol, Lee Radziwill i Talitha Pol, Jessye Norman, Tamara Toumanova i de tant en tant va visitar la discoteca de Nova York Studio 54 a finals dels anys setanta. però va desenvolupar una certa intolerància cap a les celebritats.
La majoria de les ballarines amb les quals Nureyev va compartir escenari, com Antoinette Sibley, Cynthia Gregory, Gelsey Kirkland i Annette Page, li van retre homenatge com a parella preferent. Era conegut per ser extremadament generós amb moltes ballarines, que li atribueixen haver-les ajudat en moments difícils. En particular, la ballarina canadenca Lynn Seymour, angoixada quan se li va negar l'oportunitat d'estrenar Romeu i Julieta de Kenneth MacMillan. Nuréiev sovint li trobava projectes fins i tot quan patia problemes de pes i depressió i, per tant, tenia problemes per trobar papers.
Depenent de la font, Nuréiev es descriu com a bisexual, ja que tenia relacions heterosexuals en la seva joventut, o com homosexual a mesura que va madurar. Nuréiev va conèixer Erik Bruhn, famós ballarí danès, després que Nureyev desertés a Occident el 1961. Mostrava la seva admiració, després d'haver vist actuacions filmades del danès de gira a la Unió Soviètica amb l'American Ballet Theatre, encara que estilísticament els dos els ballarins eren molt diferents. Bruhn i Nuréiev es van convertir en parella i els dos van estar junts en una relació molt volàtil durant 25 anys, fins a la mort de Bruhn el 1986.
El 1978, Nuréiev va conèixer el ballarí nord-americà de 23 anys i estudiant d'arts clàssiques Robert Tracy i va començar una història d'amor de dos anys i mig. Més tard, Tracy es va convertir en secretari i acompanyant de Nureyev durant més de 14 anys en una relació oberta fins a la mort. Segons Tracy, Nuréiev va dir que va tenir una relació amb tres dones a la seva vida, que sempre havia volgut tenir un fill, i que una vegada va tenir plans de pare amb Nastassja Kinski.

## Reconeixements i honors
Cavaller of the Legion of Honour (França) i Commandeur of the Ordre des Arts et des Lettres (França)

## Papers en pel·lícules, televisió i musicals

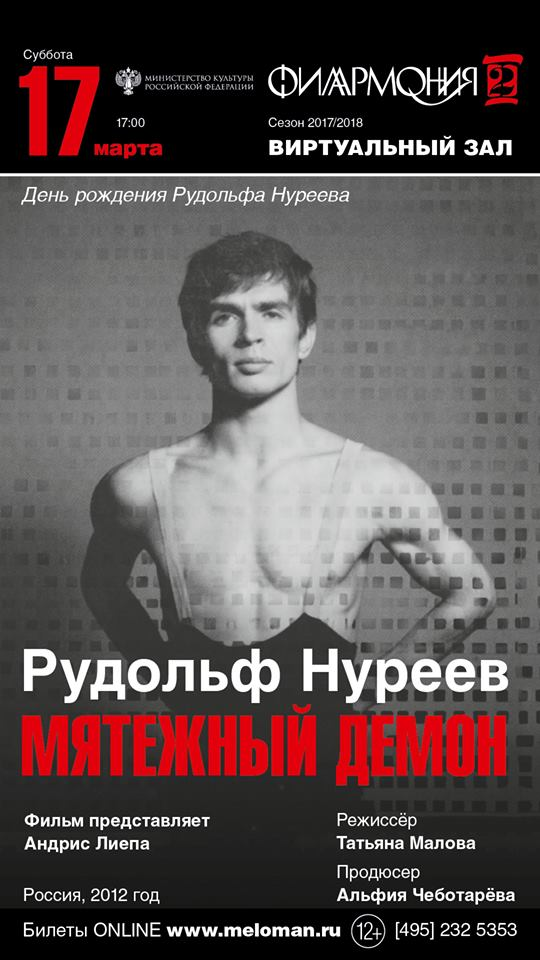
Pòster del documental rus de 2012 sobre Nuréiev, Rudolf Nureyev: Rebellious Demon

El 1962, Nuréiev va debutar a la pantalla en una versió cinematogràfica de Les Sylphides. Va decidir no fer una carrera d'actor per abocar-se a la dansa moderna amb el Ballet Nacional Holandès el 1968. Nuréiev també va fer el seu debut el 1962 a una cadena de televisió americana, associant-se amb Maria Tallchief amb la que va ballar el pas de deux d'August Bournonville Flower Festival a Genzano a The Bell Telephone Hour.
Deu anys més tard, Robert Helpmann el va convidar a fer una gira per Austràlia amb la producció de Nureyev de El Quixot. El 1973, Nuréiev i Helpmann van dirigir unaversió cinematogràfica del Quixot i compta amb Nuréiev com a Basilio, Lucette Aldous com a Kitri, Helpmann com a Don Quixot i artistes de l'Australian Ballet.També el 1972, Nureyev va ser convidat a l'especial de televisió de David Winters The Special London Bridge Special i l'any següent va aparèixer en un cameo per a The Morecambe & Wise Show Christmas Special.
El 1977, Nuréiev va interpretar Rodolfo Valentino a la pel·lícula Valentino de Ken Russell. Un any més tard apareixeria com a estrella convidada a la sèrie de televisió The Muppet Showon va ballar en una paròdia anomenada "Swine Lake", va cantar "Baby, It's Cold Outside" en un duet de sauna amb Miss Piggy, i va cantar i ballar claqué. al final de l'espectacle, "Top Hat, White Tie and Tails". La seva aparició se li atribueix que la sèrie de Jim Henson es convertís en un dels programes més buscats per ser entrevistat..
Rudolf Nuréiev va col·laborar amb Stanley Dorfman el 1979 per dirigir una actuació especial per a l'escenari i la televisió de Giselle, amb música composta per Adolphe Adam. Dorfman també va assumir el paper de productor. El ballet es va gravar en un estudi i segueix sent l'única actuació filmada de la versió íntegra amb Nuréiev. El ballari també va interpretar el personatge del príncep Albrecht, mentre que Lynn Seymour va fer el paper de Giselle. Monica Mason de The Royal Ballet va actuar com a Myrtha, la reina de Wilis. El Ballet de l'Òpera Estatal de Baviera va tenir un paper important en la producció, i The New World Philharmonic va ser dirigida per David Coleman.
El 1983, va tenir un paper sense ballar a la pel·lícula Exposed amb Nastassja Kinski. Més tard, cap del 1989 faria una gira pels Estats Units i el Canadà durant 24 setmanes amb un renaixement del musical de Broadway The King and I.

### Documentals
- Rudolf Noureev au travail à la barre (Rudolf Noureev Exercising at the Barre) (1970) (4 min 13).[98]
- Nureyev (1981), per Thames Television. Inclou una entrevista sincera, així com accés a ell a l'estudi.[99]
- Nureyev (1991). Dirigit per Patricia Foy, el documental de 90 minuts narra els alts i baixos de la carrera de Nureyev i la seva relació professional amb Margot Fonteyn, la seva rumorejada depressió i el seu efecte global sobre la dansa moderna.[100]
- Rudolf Nureyev – As He Is (1991). Dirigit per Nikolai Boronin, el documental soviètic de 47 minuts sobre Nureyev també inclou una llarga entrevista amb Nureyev durant la seva visita a Leningrad el 1990.[101]
- Nureyev: From Russia With Love (2007), Dirigit per John Bridcut
- Rudolf Nureyev: Rebellious Demon (2012). Dirigit per Tatiana Malova, el documental rus explora la vida de Nureyev. El documental es va estrenar en el 80è aniversari del naixement de Nureyev.[102]
- Rudolf Nureyev – Dance To Freedom (2015), Dirigit per Richard Curson Smith
- Rudolf Nureev. The Island of his Dream (2016) (rus: Рудольф Нуреев. Остров его мечты, Rudolf Nureyev. Ostrov ego mechty) Dirigit per Evgeniya Tirdatova
- Nureyev: Lifting the Curtain (2018). Dirigit per David i Jacqui Morris, el documental explora l'extraordinària vida de Nureyev, amb entrevistes d'arxiu i seqüències de ball.[103]

## Representacions postmortem
El 2003 Colum McCann va escriure la novel·la Dancer basada en la vida de Nureyev.
Nureyev (2017), una producció de ballet del Teatre Bolxoi, dirigida per Kirill Serebrennikov i Yuri Posokhov. L'estrena, prevista per a l'11 de juliol de 2017, va ser cancel·lada sobtadament pel director de teatre Vladimir Urin tres dies abans de l'estrena. Es creu per la intervenció sobre la "propaganda gai" del ministre de Cultura Vladimir Medinsky, i finalment es va inaugurar els dies 9 i 10 de desembre de 2017. Va ser retirat definitivament del repertrori del teatre l'abril de 2023, a causa de la signatura de la llei de censura LGBT.
El 2018 Ralph Fiennes dirigia la pel·lícula The White Crow protagonitzada per l'actor rus Oleg Ivenko com un adult Nuréiev. La pel·lícula culmina amb la seva deserció a l'aeroport de Le Bourget quan tenia 23 anys. Escenes anteriors narren la vida de Nureyev: des del seu naixement a bord del tren, fins a les lliçons infantils de la seva dansa tàrtara nativa, la seva "dedicació despietada" a l'art, la seva rigorosa formació i les primeres actuacions de ballet al Teatre Mariinsky. La pel·lícula mostra també la seva forta tendència individualista i el seu comportament distant, de vegades semblant arrogant i fins i tot cruel.
El 2024 el duo de synth-pop Pet Shop Boys llençava la cançó Dancing Star en la que narra la vida i carrera del ballarí rus.